# مسجد جامع کرمانشاه
مسجد جامع کرمانشاه که مسجد چهل‌ستون نیز نامیده می‌شود مسجد جامع اهل‌تشیع کرمانشاه است. این مسجد در بافت قدیم شهر کرمانشاه در خیابان مدرس (سپه سابق)، نبش جلوخان و نرسیده به خیابان رشید یاسمی (نواب صفوی) واقع شده و از آثار قابل توجه اواخر دورهٔ زندیه است. این مسجد در سال ۱۱۹۶ ه.ق (۱۷۸۱ میلادی) در زمان پادشاهی «علی‌مرادخان زند»، توسط علی‌خان زنگنه حاکم کرمانشاه ساخته شده است. مسجد جامع در حال حاضر مکان برگزاری نماز جمعه اهل تشیع در شهر کرمانشاه است.

## تاریخچه
از شعری که بر روی کتیبه‌ای در مسجدبه جای مانده، سال ساخت مسجد ۱۱۹۶ هجری قمری (۱۷۸۱ میلادی) دانسته شده‌است. این شعر به شاعری به نام شهاب، از شاعران هم‌عصر با الله‌قلی‌خان زنگنه حاکم کرمانشاه دانسته شده که در محفل شعر هفتگی او شرکت می‌کرده‌است.
| بنا شد به لطف جهان‌آفرین      |  | به سعی سمی علی شاه دین     |
| حسینیه و مسجد و مدرسی        |  | نکووضع و خوش‌طرح و دلکش بسی |
| «شهاب»این بناها چو با اهتمام |  | شد از فضل خلاق عالم تمام   |
| به تاریخ اتمام کلکم نوشت     |  | عطا کرد حق جای بانی بهشت   |

این مسجد ظاهراً به جای مسجد قدیمی تری بنا شده‌است که تنها بخشی از شبستان آن باقی مانده‌است. مسجد قدیمی چهل و پنج طاق چشمه داشته که امروز تنها بیست و پنج طاق آن باقی مانده‌است. به همین دلیل گاه به اشتباه این مسجد را چهل‌ستون نیز می‌نامند.
آنچه از بنای قدیمی مسجد باقی مانده، بخشی از شبستان ستوندار و هشتی ورودی است.
در مرمت‌های پس از جنگ ایران و عراق در دههٔ ۱۳۷۰، شبستان تازه در ضلع جنوبی مسجد بازسازی شد، سکوی عریض آن واقع در ضلع شرقی در نتیجهٔ عقب‌نشینی مسجد به منظور تعریض خیابان مدرس تخریب و سکوی جدیدی برای مسجد ساخته شد. همچنین دو مناره به ساختمان مسجد افزوده شد و نمای خارجی با کاشیکاری‌ها و آجرکاری‌هایی پوشیده شد.
دور جدید مرمت مسجد جامع کرمانشاه از سال ۱۳۹۰ آغاز شد و تغییراتی در ساختمان این مسجد به وجود آمد. در این مرمت‌ها، در بخش خارجی شبستان خارجی نماسازی‌های جدیدی افزوده شد. همچنین حیاط مسجد که شبستان قدیمی را به شبستان جدید پیوند می‌دهد سنگفرش شد و نیز با یک سازهٔ فلزی مسقف شد.
در ۱۰ خرداد ۱۴۰۲ اعلام شد که عملیات مرمت بام مسجد جامع کرمانشاه به انجام رسیده‌است. همچنین اعلام شد که حیاط و دیواره‌های پیرامون بنا و درب و پنجره‌های چوبی مسجد به مرمت نیاز دارند.

## ویژگی‌های بنا
مسجد جامع کرمانشاه از نظر ساخت شبیه مساجد دوره زندیه است. شبستان کنونی به جز محراب تزیینات خاصی ندارد. در گوشهٔ جنوب غربی بنا، پلکانی برای دسترسی به بالاخانه‌ای که گویا زمانی قسمتی از مدرسه بود، ساخته شده‌است. در نخستین دهنهٔ سمت راس ورودی، سه کتیبه با تاریخ ۱۲۰۰ ه. ق (۱۷۸۵ میلادی) و مطالبی مربوط به خرید و فروش و موقوفات مسجد نصب شده‌است. 

## مسجد امیری
در قسمت جنوبی مسجد، مسجد دیگری با صحن و شبستان کنونی وجود دارد که به «مسجد امیری» معروف است که بعده‌ها توسط «امیر نظام زنگنه» از از نوادگان شیخعلی‌خان زنگنه و امرای دورۀ محمد شاه قاجار و اوایل سلطنت ناصر الدین شاه قاجار ساخته شد که در بمباران سال ۱۳۵۹ ویران شد.

## رخدادهای مهم
- ۲۳ مهرماه ۱۳۶۱: عطاءالله اشرفی اصفهانی نمایندهٔ ولی فقیه در استان کرمانشاه و امام جمعهٔ وقت کرمانشاه در حالی که در محراب مسجد جامع، برای اقامهٔ نماز جمعه آماده می‌شد، با انفجار نارنجک توسط فردی به نام محمدحسین خداکرمی ترور و کشته شد. بعدها نشریهٔ مجاهد، ارگان سازمان مجاهدین خلق ایران با برعهده گرفتن این عملیات، خداکرمی را به عنوان یکی از عوامل خود معرفی کرد.[۶]